# Nachal Hod
Nachal Hod (hebrejsky: נחל הוד, arabsky: na horním toku Vádí Hadžli, na dolním Vádí al-Akhras) je vádí v severním Izraeli, v pohoří Karmel.
Začíná v nadmořské výšce přes 300 metrů nad mořem, východně od vesnice Ejn Chaud a západně od města Dalijat al-Karmel. Odtud vádí směřuje k severozápadu zalesněnou hornatou krajinu, přičemž z jihozápadu míjí vesnici Ejn Chaud, za kterou zprava přijímá vádí Nachal Chanilon. Vede potom hlubokým údolím okolo vesnic Nir Ecion a Ejn Hod, za kterou vstupuje do pobřežní nížiny. Zde je svedeno do umělých vodotečí, které odvádějí jeho vody do Středozemního moře.